# Athetis magniplagia
Athetis magniplagia is een vlinder uit de familie uilen (Noctuidae). De wetenschappelijke naam van deze soort is voor het eerst geldig gepubliceerd in 1918 door Hampson.
De soort komt voor in tropisch Afrika.